# Redondo
Redondo ist eine Kleinstadt (Vila) und ein Kreis (Concelho) in Portugal mit 5257 Einwohnern (Stand 19. April 2021).

## Geschichte
Die Anta da Candieira und andere Megalithanlagen belegen eine vorgeschichtliche Besiedlung mindestens seit der Jungsteinzeit. Funde aus dem 3. und 2. Jahrhundert v. Chr. zeigen zudem eine fortgesetzte Besiedlung bis zu den Römern.
Möglicherweise wurde der heutige Ort im Zuge der Besiedlungspolitik nach der Reconquista neu gegründet. Die Stadtrechtsurkunde Königs Alfons III. aus dem Jahr 1250 lässt sich so interpretieren. Die Stadtrechte wurden 1318 bestätigt und 1517 im Zuge der Verwaltungsreformen des Königs Manuel I. erneuert.

## Verwaltung

### Kreis
Redondo ist Sitz eines gleichnamigen Kreises (Concelho). Die Nachbarkreise sind (im Uhrzeigersinn im Norden beginnend): Estremoz, Borba, Vila Viçosa, Alandroal, Reguengos de Monsaraz sowie Évora.
Zwei Gemeinden (Freguesias) liegen im Kreis Redondo:

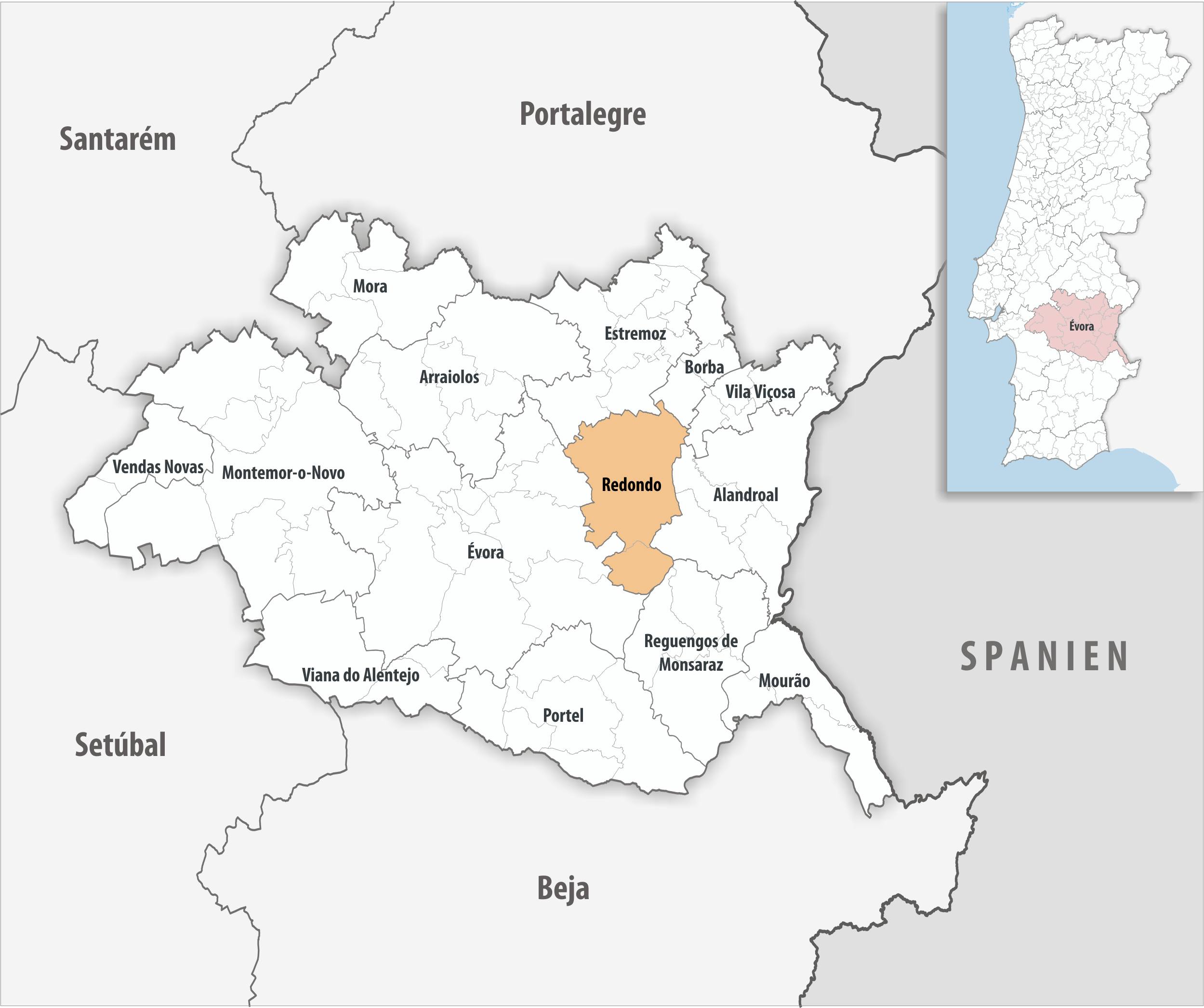
Kreis Redondo

| Gemeinde      | Einwohner (2021) | Fläche km² | Dichte Einw./km² | LAU- Code |
| ------------- | ---------------- | ---------- | ---------------- | --------- |
| Montoito      | 1.029            | 61,71      | 17               | 071001    |
| Redondo       | 5.257            | 307,80     | 17               | 071002    |
| Kreis Redondo | 6.286            | 369,51     | 17               | 0710      |

### Bevölkerungsentwicklung
| Einwohnerzahl im Kreis Redondo (1801–2011) | Einwohnerzahl im Kreis Redondo (1801–2011) | Einwohnerzahl im Kreis Redondo (1801–2011) | Einwohnerzahl im Kreis Redondo (1801–2011) | Einwohnerzahl im Kreis Redondo (1801–2011) | Einwohnerzahl im Kreis Redondo (1801–2011) | Einwohnerzahl im Kreis Redondo (1801–2011) | Einwohnerzahl im Kreis Redondo (1801–2011) | Einwohnerzahl im Kreis Redondo (1801–2011) | Einwohnerzahl im Kreis Redondo (1801–2011) |
| ------------------------------------------ | ------------------------------------------ | ------------------------------------------ | ------------------------------------------ | ------------------------------------------ | ------------------------------------------ | ------------------------------------------ | ------------------------------------------ | ------------------------------------------ | ------------------------------------------ |
| 1801                                       | 1849                                       | 1900                                       | 1930                                       | 1960                                       | 1981                                       | 1991                                       | 2001                                       | 2011                                       |                                            |
| 4 189                                      | 4 991                                      | 7 915                                      | 10 107                                     | 11 967                                     | 8 444                                      | 7 948                                      | 7 036                                      | 7 031                                      |                                            |

### Kommunaler Feiertag
- Ostermontag

### Städtepartnerschaft
- Gien[5] in Frankreich

## Persönlichkeiten
- João Anastácio Rosa (1812–1884), Schauspieler und Bildhauer
- Hernâni Cidade (1887–1975), Romanist und Lusitanist
- Rosette Batarda Fernandes (1916–2005), Botanikerin
- Vitorino Salomé (* 1942), Liedermacher, Komponist und Sänger
- Janita Salomé (* 1947), Liedermacher und Sänger, Bruder des Vitorino Salomé
- Miguel Falé (* 2004), Fußballspieler